# Mara Santangelo
Mara Santangelo (Latina, 28 juni 1981) is een voormalig professioneel tennisspeelster en schrijfster uit Italië. Mara Santangelo begon met tennissen toen ze negen jaar oud was. Ze werd gecoacht door Daniela Moretti in Rome. Haar favoriete slag op de tennisbaan was de volley.

## Tennisloopbaan

### Enkelspel
In 1998 nam Mara Santangelo voor het eerst deel aan een enkelspeltoernooi: het ITF-toernooi van Guimarães (Portugal). Bij haar eerste ITF-finale, in Aosta in 2000, wist ze de titel in de wacht te slepen. In totaal veroverde ze acht ITF-enkelspeltitels tijdens haar carrière.
In 2003 slaagde Santangelo er voor het eerst in om door te dringen tot de hoofdtabel van een WTA-toernooi, in Casablanca – ze verloor in de eerste ronde. Later dat jaar werd ze na een geslaagde kwalificatie voor het eerst toegelaten tot een grandslamtoernooi, de US Open; ook hier struikelde ze in de eerste ronde. Op het eerstvolgende grandslamtoernooi, de Australian Open 2004, wist ze tot de vierde ronde door te dringen voor ze werd verslagen door de Belgische Justine Henin. Dit was tevens in het enkelspel haar beste grandslamresultaat.
In 2006 wist Santangelo in Bangalore haar eerste (en enige) WTA-titel in het enkelspel te winnen – ze versloeg de Kroatische Jelena Kostanić. Ze haalde in 2007 opnieuw de finale in Bangalore, maar verloor die keer van Russin Jaroslava Sjvedova. In juli 2007 bereikte ze haar hoogste positie op de WTA-ranglijst: de 27e plaats. In 2008 (zie foto rechtsboven) won ze haar op een na laatste (ITF-)titel door nogmaals de inmiddels gehuwde Jelena Kostanić Tošić te verslaan, op het gravel van Biella. In de herfst van dat jaar volgde Santangelo's laatste enkelspeltitel, in Ortisei (Zuid-Tirol).

### Dubbelspel
In 1996, vijftien jaar oud, nam Mara Santangelo voor het eerst deel aan een toernooi in het volwassenencircuit: het ITF-toernooi van Nicolosi – samen met landgenote Alberta Brianti won ze de eersterondepartij. Twee jaar later stond ze in Nicolosi in de finale, maar verloor die. Later dat jaar (1998) won ze, samen met landgenote Katia Altilia, haar eerste titel op het toernooi van Reggio Calabria. In totaal veroverde ze veertien ITF-dubbelspeltitels gedurende haar carrière.
In 2003 stond Santangelo voor het eerst in een WTA-toernooi: in Palermo, samen met landgenote Maria Elena Camerin – ze wonnen hun eersterondepartij. Het jaar daarop begon met haar eerste deelname aan een grandslamtoernooi: de Australian Open 2004, samen met de Hongaarse Katalin Marosi – ze verloren al in de eerste ronde.
Later in 2004 won Santangelo haar eerste WTA-toernooi: het toernooi van Hasselt, samen met de Amerikaanse Jennifer Russell. Ze behaalde in totaal negen WTA-titels, waarvan vijf in 2007. Onder andere won ze in dat jaar samen met de Australische Alicia Molik het damesdubbeltoernooi op Roland Garros. Daarmee bereikte zij de top-10 op de WTA-ranglijst in het dubbelspel. Later in 2007 bereikte ze haar hoogste positie: de vijfde. Ook de eerste helft van 2009 was een vruchtbaar halfjaar: samen met Nathalie Dechy won ze drie toernooien en behaalde ze een halvefinaleplaats op de Australian Open.

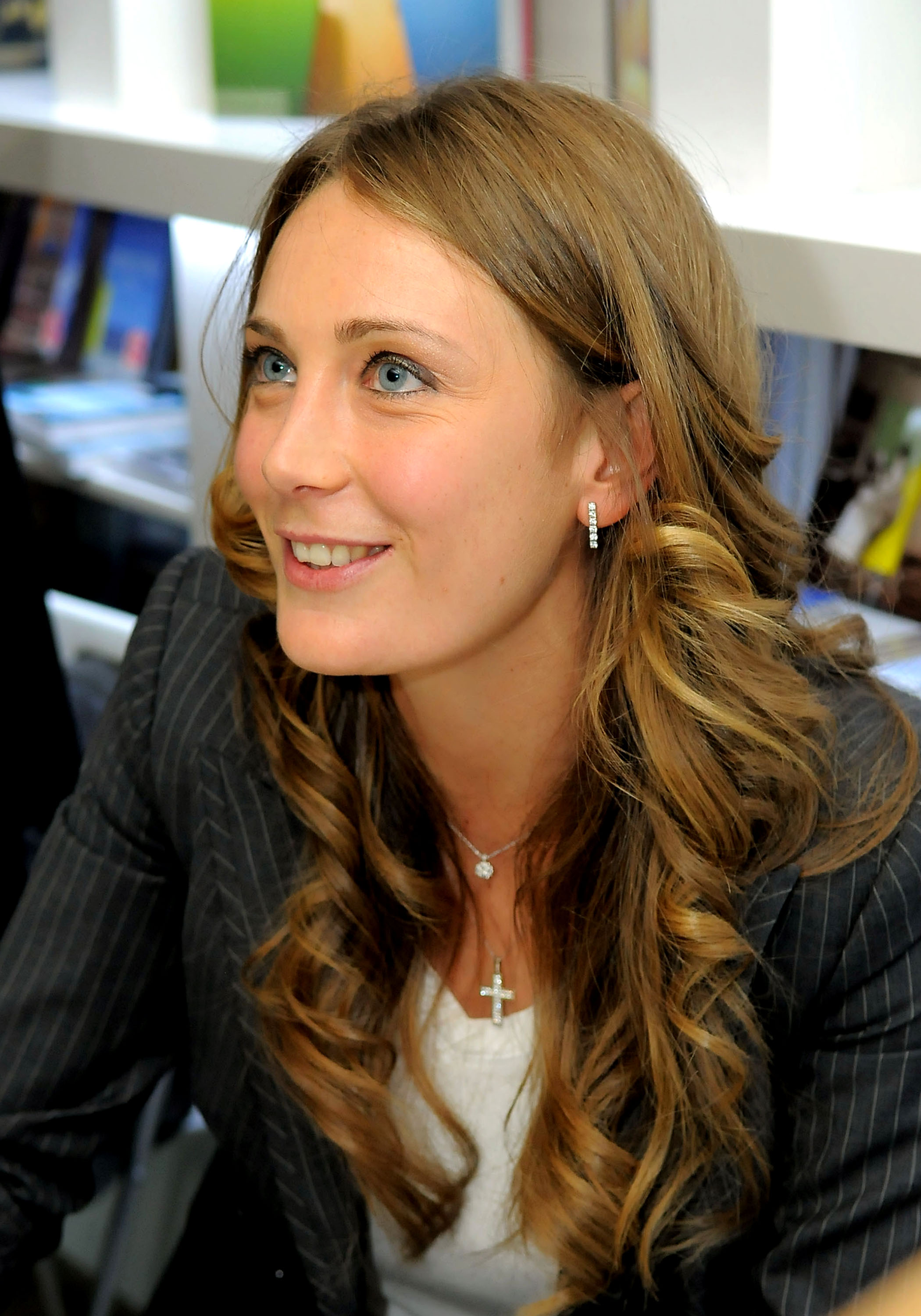
Mara Santangelo tijdens de presentatie van haar boek Te lo prometto – Italië, februari/maart 2013

### Nadagen
Vanaf juli 2009 moest Santangelo zich lange tijd van toernooideelname onthouden, wegens onophoudelijke blessures aan haar linkervoet, voortkomend uit een aangeboren misvorming die haar veel pijn bezorgde. In mei 2010 speelde ze nog één dubbelspelwedstrijd, die ze verloor. Dat jaar werd uit de voet een zenuw operatief verwijderd – het spelen van tennis was daarna niet meer goed mogelijk. Na de dood van haar moeder ging Santangelo eind 2010 op bedevaart naar Međugorje – haar ervaringen daar hebben een omwenteling in haar leven teweeggebracht. Op 28 januari 2011 trok ze zich officieel uit het professioneel tennis terug.
Zij studeerde Sociale pedagogie en behaalde in 2012 aanvullend de Masters-graad in Sport en Management aan de Bocconi-universiteit in Milaan.
Daarna schreef Santangelo haar autobiografie Te lo prometto ("Dat beloof ik") die op 19 februari 2013 uitkwam bij uitgeverij Piemme in de reeks "Ontmoetingen" (Incontri), met als ondertitel: "De wedloop van het leven – de kracht van het geloof – de moed om je weer op te richten". Hierin beschrijft zij hoe zij als kind haar moeder had beloofd om een succesvol tennisser te worden en op Wimbledon te spelen, en hoe zij daarvoor ondraaglijke pijnen heeft geleden.
Tegenwoordig is Santangelo adviseur van de Italiaanse tennisfederatie, lid van het Nationaal Olympisch Comité van Italië (CONI), bedrijfstrainster bij Bosch, en tenniscommentator bij Eurosport.

## Posities op deWTA-ranglijst
Positie per einde seizoen:
| jaartal | ranking enkelspel | ranking dubbelspel |
| ------- | ----------------- | ------------------ |
| 2009    | 343               | 40                 |
| 2008    | 135               | 198                |
| 2007    | 36                | 9                  |
| 2006    | 31                | 41                 |
| 2005    | 85                | 71                 |
| 2004    | 91                | 90                 |
| 2003    | 146               | 114                |
| 2002    | 173               | –                  |
| 2001    | 305               | 281                |
| 2000    | 263               | 245                |
| 1999    | 451               | 363                |
| 1998    | 585               | 470                |

## Palmares
| Legenda                | Legenda                  |
| ---------------------- | ------------------------ |
| Grandslamtoernooi      |                          |
| Olympische Spelen      |                          |
| Year-End Championships |                          |
| tot 2009               | 2009 – 2020 / vanaf 2021 |
| Tier I                 | Premier Mandatory        |
| Tier II                | Premier Five / WTA 1000  |
| Tier III               | Premier / WTA 500        |
| Tier IV & V            | International / WTA 250  |
|                        | Challenger / WTA 125     |

### WTA-finaleplaatsen enkelspel
| nr.              | finaledatum | toernooi      | ondergrond | tegenstandster     | score         |         |
| ---------------- | ----------- | ------------- | ---------- | ------------------ | ------------- | ------- |
| Gewonnen finales |             |               |            |                    |               |         |
| 1.               | 2006-02-19  | WTA Bangalore | hardcourt  | Jelena Kostanić    | 3-6, 7-6, 6-3 | details |
| Verloren finales |             |               |            |                    |               |         |
| 1.               | 2007-02-18  | WTA Bangalore | hardcourt  | Jaroslava Sjvedova | 4-6, 4-6      | details |

### WTA-finaleplaatsen vrouwendubbelspel
| nr.              | finaledatum | toernooi          | ondergrond | partner            | tegenstandsters                                | score             |         |
| ---------------- | ----------- | ----------------- | ---------- | ------------------ | ---------------------------------------------- | ----------------- | ------- |
| Gewonnen finales |             |                   |            |                    |                                                |                   |         |
| 1.               | 2004-10-03  | WTA Hasselt       | tapijt (i) | Jennifer Russell   | Nuria Llagostera Vives Marta Marrero           | 6-3, 7-5          | details |
| 2.               | 2007-02-11  | WTA Pattaya       | hardcourt  | Nicole Pratt       | Chan Yung-jan Chuang Chia-jung                 | 6-4, 7-6          | details |
| 3.               | 2007-04-08  | WTA Amelia Island | gravel     | Katarina Srebotnik | Anabel Medina Garrigues Virginia Ruano Pascual | 6-3, 7-6          | details |
| 4.               | 2007-05-20  | WTA Rome          | gravel     | Nathalie Dechy     | Tathiana Garbin Roberta Vinci                  | 6-4, 6-1          | details |
| 5.               | 2007-06-10  | Roland Garros     | gravel     | Alicia Molik       | Katarina Srebotnik Ai Sugiyama                 | 7-6, 6-4          | details |
| 6.               | 2007-08-25  | WTA New Haven     | hardcourt  | Sania Mirza        | Cara Black Liezel Huber                        | 6-1, 6-2          | details |
| 7.               | 2009-01-10  | WTA Auckland      | hardcourt  | Nathalie Dechy     | Nuria Llagostera Vives Arantxa Parra Santonja  | 4-6, 7-6, [12-10] | details |
| 8.               | 2009-03-08  | WTA Monterrey     | hardcourt  | Nathalie Dechy     | Iveta Benešová Barbora Záhlavová-Strýcová      | 6-3, 6-4          | details |
| 9.               | 2009-05-23  | WTA Straatsburg   | gravel     | Nathalie Dechy     | Claire Feuerstein Stéphanie Foretz             | 6-0, 6-1          | details |
| Verloren finales |             |                   |            |                    |                                                |                   |         |
| 1.               | 2004-10-17  | WTA Tasjkent      | hardcourt  | Marion Bartoli     | Adriana Serra Zanetti Antonella Serra Zanetti  | 6-1, 3-6, 4-6     | details |
| 2.               | 2005-08-14  | WTA Stockholm     | hardcourt  | Eva Birnerová      | Émilie Loit Katarina Srebotnik                 | 4-6, 3-6          | details |
| 3.               | 2007-08-12  | WTA Los Angeles   | hardcourt  | Alicia Molik       | Květa Peschke Rennae Stubbs                    | 0-6, 1-6          | details |

## Prestatietabel grandslamtoernooien
| Legenda | Legenda                          |
| ------- | -------------------------------- |
| g.t.    | geen toernooi gehouden           |
| l.c.    | lagere categorie                 |
| –       | niet deelgenomen                 |
| G       | uitgeschakeld in de groepsfase   |
| 1R      | uitgeschakeld in de eerste ronde |
| 2R      | uitgeschakeld in de tweede ronde |
| 3R      | uitgeschakeld in de derde ronde  |
| 4R      | uitgeschakeld in de vierde ronde |
| KF      | uitgeschakeld in de kwartfinale  |
| HF      | uitgeschakeld in de halve finale |
| F       | de finale verloren               |
| W       | het toernooi gewonnen            |
| w-v     | winst/verlies-balans             |

### Enkelspel
| Toernooi        | 2003 | 2004 | 2005 | 2006 | 2007 | 2008 | 2009 | w-v |
| --------------- | ---- | ---- | ---- | ---- | ---- | ---- | ---- | --- |
| Australian Open | –    | 4R   | 1R   | 3R   | 1R   | –    | 1R   | 5-5 |
| Roland Garros   | –    | 1R   | 1R   | 2R   | 3R   | 1R   | 1R   | 3-6 |
| Wimbledon       | –    | 1R   | 2R   | 1R   | 3R   | 2R   | –    | 4-5 |
| US Open         | 1R   | 1R   | 1R   | 3R   | 1R   | –    | –    | 2-5 |

### Vrouwendubbelspel
| Toernooi        | 2004 | 2005 | 2006 | 2007 | 2008 | 2009 | w-v |
| --------------- | ---- | ---- | ---- | ---- | ---- | ---- | --- |
| Australian Open | 1R   | KF   | 1R   | 1R   | –    | HF   | 7-5 |
| Roland Garros   | 2R   | 1R   | 2R   | W    | 1R   | 1R   | 8-5 |
| Wimbledon       | 3R   | 2R   | 2R   | HF   | 1R   | 1R   | 8-6 |
| US Open         | 1R   | 1R   | 2R   | 3R   | 2R   | –    | 4-5 |

### Gemengd dubbelspel
| Toernooi        | 2005 | 2006 | 2007 | 2008 | 2009 | w-v |
| --------------- | ---- | ---- | ---- | ---- | ---- | --- |
| Australian Open | –    | –    | 1R   | –    | 2R   | 1-2 |
| Roland Garros   | –    | –    | 2R   | –    | –    | 1-1 |
| Wimbledon       | 3R   | 1R   | 2R   | 1R   | 2R   | 3-5 |
| US Open         | –    | –    | 1R   | –    | –    | 0-1 |